# Giannina Marchini
Giovanna "Giannina" Concetta Annunziata Marchini, in Vitti (Firenze, 18 gennaio 1906 – Scandicci, 9 settembre 1976), è stata una mezzofondista e velocista italiana.

## Biografia
Nata nel 1906 a Firenze, fu due volte campionessa italiana: nel 1928 nei 400 m piani con il tempo di 1'06"0, nel 1929 nella corsa campestre.
A 22 anni partecipò ai Giochi olimpici di Amsterdam 1928, diventando una delle prime sei donne italiane a partecipare alle Olimpiadi nell'atletica leggera. Prese parte agli 800 m piani, uscendo in batteria con il nono tempo (passavano in finale le prime tre), e alla staffetta 4×100 m con Luigina Bonfanti, Derna Polazzo e Vittorina Vivenza, arrivando in finale dopo essere arrivata terza in batteria e concludendo al sesto posto con il tempo di 53"6.
Nel 1929 a Bologna ottenne il suo record personale negli 800 m piani, con il tempo di 2'27"8.
Morì a 70 anni, nel 1976.

## Palmarès
| Anno | Manifestazione  | Sede      | Evento            | Risultato | Prestazione | Note |
| ---- | --------------- | --------- | ----------------- | --------- | ----------- | ---- |
| 1928 | Giochi olimpici | Amsterdam | 800 m piani       | Batteria  | n/d         |      |
| 1928 | Giochi olimpici | Amsterdam | Staffetta 4×100 m | 6ª        | 53"6        |      |

## Campionati nazionali
- 1 volta campionessa nazionale nei 400 metri piani (1928)
- 1 volta campionessa nazionale nella corsa campestre (1929)

1927
- Bronzo ai campionati italiani di corsa campestre

1928
- Oro ai campionati italiani assoluti, 400 m - 1'06"0

1929
- Argento ai campionati italiani assoluti, 400 m - 1'07"1/5
- Oro ai campionati italiani di corsa campestre - 2'49"1/5